# Tahr
Taxons concernés
Genres :
- Arabitragus
- Hemitragus
- Nilgiritragusmodifier

Les Tahr (à l'origine classés comme Hemitragus) formaient un groupe de caprins qui s'est avéré phylogénétiquement incohérent. Ils sont donc aujourd'hui éclatés en 3 genres différents.

## Liste des espèces
- Nilgiritragus hylocrius (Ogilby, 1838) — tahr des Nilgiri.
- Arabitragus jayakari (Thomas, 1894) — tahr d'Arabie.
- Hemitragus jemlahicus (Hamilton Smith, 1826) — tahr de l'Himalaya ou jharal

## Position phylogénétique
|         | (…) |
|         | |
|         | \| Ovina \| Nilgiritragus, Ovis… \| \| \| Nilgiritragus, Ovis… \| \| Caprina \| Pseudois, Hemitragus, Capra… \| \| \| Pseudois, Hemitragus, Capra… \| |
|         | |
| Ovina   | Nilgiritragus, Ovis… |
|         | Nilgiritragus, Ovis… |
| Caprina | Pseudois, Hemitragus, Capra… |
|         | Pseudois, Hemitragus, Capra… |

| Ovina   | Nilgiritragus, Ovis…         |
|         | Nilgiritragus, Ovis…         |
| Caprina | Pseudois, Hemitragus, Capra… |
|         | Pseudois, Hemitragus, Capra… |

|         | (…) |
|         | |
|         | \| Ovina \| Nilgiritragus, Ovis… \| \| \| Nilgiritragus, Ovis… \| \| Caprina \| Pseudois, Hemitragus, Capra… \| \| \| Pseudois, Hemitragus, Capra… \| |
|         | |
| Ovina   | Nilgiritragus, Ovis… |
|         | Nilgiritragus, Ovis… |
| Caprina | Pseudois, Hemitragus, Capra… |
|         | Pseudois, Hemitragus, Capra… |

| Ovina   | Nilgiritragus, Ovis…         |
|         | Nilgiritragus, Ovis…         |
| Caprina | Pseudois, Hemitragus, Capra… |
|         | Pseudois, Hemitragus, Capra… |

|         | (…) |
|         | |
|         | \| Ovina \| Nilgiritragus, Ovis… \| \| \| Nilgiritragus, Ovis… \| \| Caprina \| Pseudois, Hemitragus, Capra… \| \| \| Pseudois, Hemitragus, Capra… \| |
|         | |
| Ovina   | Nilgiritragus, Ovis… |
|         | Nilgiritragus, Ovis… |
| Caprina | Pseudois, Hemitragus, Capra… |
|         | Pseudois, Hemitragus, Capra… |

| Ovina   | Nilgiritragus, Ovis…         |
|         | Nilgiritragus, Ovis…         |
| Caprina | Pseudois, Hemitragus, Capra… |
|         | Pseudois, Hemitragus, Capra… |

|         | (…) |
|         | |
|         | \| Ovina \| Nilgiritragus, Ovis… \| \| \| Nilgiritragus, Ovis… \| \| Caprina \| Pseudois, Hemitragus, Capra… \| \| \| Pseudois, Hemitragus, Capra… \| |
|         | |
| Ovina   | Nilgiritragus, Ovis… |
|         | Nilgiritragus, Ovis… |
| Caprina | Pseudois, Hemitragus, Capra… |
|         | Pseudois, Hemitragus, Capra… |

| Ovina   | Nilgiritragus, Ovis…         |
|         | Nilgiritragus, Ovis…         |
| Caprina | Pseudois, Hemitragus, Capra… |
|         | Pseudois, Hemitragus, Capra… |

N.B. les positions phylogénétiques d'Ammotragus, Arabitragus, Oreamnos ou Rupicapra restent incertaines.

## Dans la culture

### Informatique
Le nom "Tahr" est utilisé pour le nom de code de la version 14.04 du système d'exploitation libre Ubuntu : The Trusty Tahr (le tahr sûr).